# Muhámmad Iunúsz
Muhámmad Iunúsz (bengáliul মুহাম্মদ ইউনূস, angolosan Muhammad Yunus) (Csittagong, 1940. június 28. –) bangladesi közgazdász, aki szegénységcsökkentő programjairól lett híres. Felismerte, hogy sok szegény embernek minimális összegű hitel is nagy segítség lehet a kitörésre, életképes mikrovállalkozások beindítására. Megalapította a Grámin Bankot, az ilyen mikrohitelek nyújtására. Munkásságának elismeréséül 2006-ban Nobel-békedíjat kapott.
2024. augusztus 8-án Banglades ideiglenes kormányának vezetőjeként, főtanácsadójaként lépett hivatalba.

## Élete
Kilencgyermekes, muszlim családban nőtt fel Bangladesben, a középiskola után pedig a közgazdaságtant tanult, 1961-ben szerzett diplomáját a Dakkai Egyetemen. A továbbiakban oktatott, gyárat alapított, doktorált az Amerikai Egyesült Államokban, tanszékvezető lett hazája egyik egyetemén és megkezdte szegénységcsökkentő programjait.
2024. január 1-jén első fokon 6 hónapos börtönbüntetésre ítélték, amiért 3 társával együtt megsértették a munkajogi előírásokat az általuk alapított Grameen Telecom nonprofit társaság vezetőiként.

## Munkássága
Hazája gazdasági valóságát vizsgálva egy konkrét eset hívta fel figyelmét a minimális összegű hitelek gazdasági jelentőségére. 42 bambuszzsámoly-készítőnek összesen nem több, mint 27 dollár kellett volna ahhoz, hogy folytassák a termelést, de egyik bank sem adott nekik ilyen csekély pénzt. Így ők uzsorásokhoz kényszerültek fordulni. Iunúsz felismerte a megoldást,  a mikrohitelt. Ez a 27 dolláros hitel modellé lett. Ezt a koncepciót követi az általa alapított a Grámin Bank is.
A pénzintézet fedezetként csupán bizalmi tőkét követel. A hitelezőnek 4-6 olyan embert vagy szervezetet – „szolidaritási csoportot” – kell maga mellé állítani, akik szerződésben felelősséget vállalnak a törlesztésért. Amíg a pénzt vissza nem fizetik, további összeget nem vehetnek fel. A bank továbbá házhoz megy: munkatársaik kerékpárral járják a területet és ha olyan embert találnak, akinek valószínűleg szüksége van pénzre, felajánlják a lehetőséget. A ügyletet nem előzi meg bármiféle hitelbírálat, vagy értékbecslés. Négyféle kamatlábat alkalmaznak, a legmagasabb 20%, lakásépítésre és tovább tanulásra jóval alacsonyabb kamatot kell fizetni, a koldusoknak pedig kamat nélkül kell visszafizetniük az összeget.
A hitelnyújtáson kívül tanácsokat kapnak a ügyfelek és megtanítják őket a pénzzel való gazdálkodásra. A modell sikerét mutatja, hogy a visszafizetési ráta majdnem 99%-os. A Grámin Bank 2211 fiókot üzemeltet, amely 70 370 településen 6,5 millió embernek nyújt pénzügyi szolgáltatásokat.
A „szegények bankárja” és a Grámin bank ezen modell kialakításáért kapta a Nobel-békedíjat:
„A szegények, különösen a nők gazdasági és társadalmi lehetőségeinek bővítéséért, az úttörő mikrohitelezési munkájukért.”
A pénzintézet napjainkban már koldusokat is támogat anyagilag. Ők mobiltelefont kapnak hitelbe, így gyakorlatilag mozgó telefonfülkeként funkcionálnak. A kéregetés mellett így egy olyan szolgáltatást is nyújtanak, amivel sokan élnek, hiszen az országban még kevés mobiltelefon van.
A professzor a Nobel-díjjal járó pénzösszegből a Danone élelmiszergyártóval karöltve olcsó és egészséges gyermekételek kifejlesztésén dolgozik, szemészeti kórházat és víztisztító műhelyt hozott létre.
Tervei között szerepel az is, hogy eldugott falvak lakóit kórházakkal próbálja összekötni úgy, hogy videokonferencia segítségével konzultálhassanak.